# Épidémie
Une épidémie  est l'augmentation rapide d'une maladie en un lieu donné sur un moment donné.
Selon son étymologie grecque (Demos signifiant peuple), ce mot s'applique initialement aux maladies touchant les humains ; si la maladie s'étend rapidement à une part importante de la planète, on parle alors de pandémie.
Bien qu'il soit inapproprié, le mot est souvent utilisé dans le langage courant pour parler des maladies touchant des groupes d'animaux (zoonoses). En effet, le terme adéquat, épizootie, est moins connu, et il est fréquent que des phénomènes médicaux identiques observés chez l'animal et chez l'humain soient désignés par les mêmes mots dans la langue ordinaire, ce qui n'est guère surprenant puisque, au sens biologique, l'être humain est un animal.
En pathologie végétale, on parle parfois d'épiphytie.
L'emploi du terme dans le langage courant a également tendance à ignorer ou à confondre l'incidence et la prévalence de la maladie. Ainsi, le qualificatif d'épidémie est souvent restreint à tort aux seules circonstances où la prévalence est importante, lorsqu'il y a de nombreux individus malades, sans tenir compte de leur nombre initial, et donc en ignorant l'incidence normale. Le terme est ainsi utilisé de façon extensive, même par l'Organisation mondiale de la santé (OMS), pour qualifier d'autres phénomènes que des maladies infectieuses, par exemple pour le développement rapide de l'obésité sur la planète.
Pour parler d'une maladie non contagieuse, qui attaque un grand nombre de personnes au même lieu, on utilise parfois le terme anadémie, néologisme introduit par Marcel Baltazard.

## Déroulement

### Endémie, épidémie et pandémie
Une endémie, qui est la présence habituelle d'une maladie dans une zone géographique (incidence positive, prévalence stable), peut se développer en épidémie si les conditions environnementales le permettent.
Par la suite :
- soit l'épidémie s'étend et devient une pandémie si elle touche plusieurs continents (cas du VIH) ;
- soit l'épidémie régresse, l'incidence devenant très faible, nulle ou négative. Si elle reste localisée dans l'espace, elle devient une endémie limitée à certaines régions (cas actuel de la poliomyélite). Elle peut aussi éventuellement disparaître à la fin.

Une épidémie peut également surgir sans qu'il y ait d'endémie préalable, par exemple à la suite d'un accident provoquant la dissémination du vecteur pathogène dans un environnement où il était jusqu'alors inexistant (prévalence et incidence initialement nulles). Dans de telles circonstances, seuls quelques cas suffisent pour provoquer un accroissement très significatif de l'incidence de la maladie et lui donner le caractère d'épidémique[réf. nécessaire].

### Cycles et vagues
Les épidémies sont souvent cycliques. La grippe est un exemple d'épidémie cyclique, avec un cycle dit annuel ou saisonnier.
Les épidémies peuvent survenir en une ou plusieurs vagues, comme ce fut le cas avec la grippe espagnole en 1918-1919.
La méningite à méningocoques en Afrique sub-saharienne est un parfait exemple d’épidémie saisonnière et cyclique : les épidémies surviennent tous les 8 à 12 ans, et durent 2 ou 3 ans, s'interrompant lors de la saison des pluies (juillet à novembre).

## Diffusion
Marc Barthélémy, chercheur au CEA et dans une équipe mixte CEA-CNRS-Université de l'Indiana qui a modélisé la diffusion des épidémies à partir des bases de données de l'IATA, conclut en 2008 que « l'avion est le facteur clé de propagation (des épidémies) au niveau mondial. (…) Les lignes sur lesquelles il y a de gros flux de passagers créent des chemins préférentiels pour la maladie. Le SRAS est arrivé en France et au Canada par des vols en provenance de Hong Kong ». Pour autant, il estime que même « si l'on diminuait de 90 % le trafic aérien — ce qui semble illusoire — cela limiterait à peine le nombre de cas d'infection ».
Chez les animaux, les épidémies sont notamment portées par les animaux migrateurs (voir l'exemple de la grippe aviaire).[citation nécessaire]

## Suivi
Au XXIe siècle, une veille épidémiologique est entretenue par des réseaux de médecins généralistes ou hospitaliers, des pharmaciens et/ou des villes dites sentinelle, sur la base de protocoles standardisés, aux échelles locales, régionales, nationales et continentales, voire mondiales pour le cas de maladies telles que la grippe.
Les experts estiment que les maladies émergentes, notamment d'origine animale, prendront une importance croissante, avec la croissance démographique, la promiscuité urbaine, les modifications climatiques, l'augmentation des déplacements de biens et personnes, l'augmentation des facteurs mutagènes, et le contact avec de nouveaux microbes.

### Seuil épidémique
Un seuil épidémique, correspondant à un nombre minimal de malades à l'instant T est défini pour les grandes maladies, afin de pouvoir comparer les évolutions épidémiologiques entre villes, régions, pays ou continents, à différentes époques.
Sous ce seuil, on ne parle pas d'épidémie. Au-dessus, des mesures de prévention et précaution peuvent être décidées ou sollicitées par les autorités sanitaires. Le nombre des malades dans le temps décrit généralement une courbe en cloche.
L'épidémie correspond à l'augmentation d'une maladie endémique ou à l'apparition d'un grand nombre de malades là où la maladie était absente. Elle peut aussi traduire la mise en évidence de la mutation d'un pathogène qui rend visible par la gravité des symptômes une maladie qui était auparavant asymptomatique.
La définition de la valeur de seuil épidémique est souvent arbitraire. Pour des infections endémiques telles que la grippe, il est défini comme un écart à partir des valeurs hors épidémie. On peut aussi définir ce seuil comme le nombre d'infections nécessaires pour que la dynamique du nombre de personnes infectées ne soit plus stochastique, c'est-à-dire que la propagation de l'infection soit quasiment certaine. Ce nombre est de l'ordre de {\displaystyle 1/\log(R_{0})}, où R0 est le taux de reproduction de base du parasite.

### Modélisation
Les chercheurs tentent d'anticiper les épidémies pour mieux les contrer. Pour cela ils tentent de développer et valider des modèles mathématiques.
Ce travail est rendu difficile par la capacité de certains pathogènes à rapidement muter (virus à ARN, dont la grippe par exemple) en changeant rapidement leurs caractéristiques (dont contagiosité, virulence…). L'épidémiologie évolutive est une discipline qui étudie conjointement l'évolution et la propagation des agents infectieux.
Il semble que les conurbations et leur promiscuité modifient l'écologie de certains pathogènes en leur permettant d'être actifs toute l'année, bien que de manière discrète (on parle alors parfois de « bruit de fond »).

## Traitement et prévention
Outre l'application du traitement spécifique à la maladie, parmi les moyens de lutte contre les épidémies figurent :

### Prévention
- la vaccination des sujets sains (quand un vaccin existe) ;
- la recherche de fonds ;
- la constitution de stocks préventifs de vaccins et de traitement par les États ;
- l'application de règles de vigilance sanitaire ;
- la bonne prise en charge des patients atteints d'infection liée à un risque épidémique (qui implique d'aussi protéger le personnel soignant par des processus et tenues de protection adaptées[11].

### Limitation de la contagion
La limitation de la contagion passait historiquement par l'isolement physique des victimes :
- quarantaine ;
- cordon sanitaire, etc. ;
- enterrement massif et accéléré des morts dans un charnier.

Elle peut faire l'objet au XXIe siècle de mesures plus ciblées selon le mode de contamination, telles que :
- séparation physique des hommes et des animaux dans le cas de maladies transmises par les animaux (grippe, grippe aviaire, etc.) ;
- port d'équipements individuels :
  - masque de protection et gant jetable contre les maladies qui se transmettent à l'air libre tel le SRAS,
  - port du préservatif dans le cas du VIH ;
- la décontamination (par exemple la décontamination des chaussures dans les aéroports contre la propagation de la maladie de la vache folle).

## Histoire des épidémies
Les épidémies les plus marquantes de l'histoire :
- la peste antonine, ou peste galénique, qui frappa l’Empire romain à la fin de la dynastie antonine ;
- la peste de Justinien, qui aurait débuté en Égypte en 541 et s'est répandu à travers le monde, particulièrement autour du bassin méditerranéen (environ 25 millions de morts) ;
- la peste noire, qui est une peste bubonique signalée en Chine dès 1333, puis aux abords de la mer noire vers 1340, et qui s’est rapidement étendue en Europe et dans certaines régions d’Asie (75 millions de morts, peut-être davantage si elle s'est étendue à l'Afrique subsaharienne, sur environ 420 millions d'humains) ;
- la grande peste de Londres de 1665 (100 000 morts) ;
- la troisième pandémie de choléra de 1852 à 1860 ;
- la grippe espagnole en 1918 et 1919 (entre 50 et 100 millions de morts, sur près de 2 milliards d'humains) ;
- l'épidémie de variole en Inde, au milieu des années 1970 ;
- la grippe de Hong Kong (H3N2) de 1968 à 1969 issue de la grippe asiatique ;
- l'épidémie de VIH ;
- Épidémie de méningite en Afrique de l'Ouest de 2009-2010
- Épidémie de maladie à virus Ebola en Afrique de l'Ouest
- l'épidémie de Covid-19 qui a débuté en Chine, à Wuhan, le 17 novembre 2019. Elle s'est répandue partout à travers le monde avec un recensement de 704,75 millions de cas (cumul jusqu'au 13 avril 2024)[12] et 7,04 millions de morts (cumul jusqu'au 31 mars 2024)[13]. La surmortalité s'élèverait à 27,31 millions (cumul jusqu'au 17 juin 2024)[13].

## Dans la fiction
- Dans la mythologie grecque, une épidémie pestilentielle est envoyée par le dieu Apollon pour se venger du roi de Troie Laomédon de l'avoir trompé[14].

### Littérature
- Le Décaméron de Boccace (1353)[15]
- Le Dernier homme de Mary Shelley (1826)
- Le Masque de la mort rouge d'Edgar Allan Poe (1842)
- La Peste écarlate de Jack London (1912)
- Les Signes parmi nous de Charles-Ferdinand Ramuz (1919)[15]
- La Peste d'Albert Camus (1947)
- Le Hussard sur le toit de Jean Giono (1951)
- La Variété Andromède de Michael Crichton (1969)
- Le fléau de Stephen King (1978)
- L'Amour aux temps du choléra de Gabriel Garcia Marquez (1985)
- Le neuvième jour de Hervé Bazin (1994)
- L'aveuglement de José Saramago (1995)
- La quarantaine de J. M. G Le Clézio (1995)
- Némésis de Philip Roth (2010)
- L’année du Lion de Deon Meyer (2016)

### Films
- 1913 : La peste à Florence d'Otto Rippert (scénario de Fritz Lang d'après Edgar Poe)
- 1922 : Nosferatu le vampire de Friedrich Wilhelm Murnau
- 1950 : Panique dans la rue d'Elia Kazan
- 1957 : Le Septième Sceau de Ingmar Bergman
- 1964 : Le masque de la mort rouge de Roger Corman (adaptation de la nouvelle d'Edgar Poe)
- 1971 : Le Mystère Andromède de Robert Wise (adaptation du roman La Variété Andromède de Michael Crichton)
- 1971 : Mort à Venise de Luchino Visconti (adaptation de la nouvelle de Thomas Mann)
- 1980 : Virus de Kinji Fukasaku
- 1995 : Le Hussard sur le toit de Jean-Paul Rappeneau (adaptation du roman de Jean Giono)
- 1995 : L'Armée des douze singes de Terry Gilliam
- 1995 : Alerte ! de Wolfgang Petersen
- 1996 : Tykho Moon de Enki Bilal
- 2002 : 28 Jours plus tard de Danny Boyle
- 2006 : Ultraviolet de Kurt Wimmer
- 2007 : 28 Semaines plus tard de Juan Carlos Fresnadillo
- 2007 : Je suis une légende de Francis Lawrence
- 2007 : Pars vite et reviens tard de Régis Wargnier
- 2007 : L'amour au temps du choléra de Mike Newell
- 2008 : Phénomènes de M. Night Shyamalan
- 2009 : Bienvenue à Zombieland de Ruben Fleischer
- 2011 : Contagion de Steven Soderbergh
- 2013 : World War Z de Marc Forster
- 2017 : Problemos d'Éric Judor

### Séries
- 2015 : Fortitude
- 2020 : Épidémie

#### Témoignages
- Patrick Chappatte, Au cœur de la vague : reportage dessiné, Paris, Les Arènes, 2020, 124 p. (ISBN 979-10-375-0265-0).
- Daniel Defoe, Journal de l’année de la peste, 1722.